# Louis Annibal de Saint-Michel d'Agoult
Pour les articles homonymes, voir Agoult.
Louis Annibal de Saint-Michel d'Agoult, né le 22 février 1747 à Saint-Michel (Alpes-de-Haute-Provence), mort le 17 décembre 1810 à Pampelune (Espagne), est un général français de la Révolution et de l’Empire.

## États de service
Il entre en service comme élève à l'École Militaire de Paris en 1756, il passe exempt des Gardes du corps du roi dans la compagnie de Villeroy le 16 mars 1768, aide major le 22 septembre 1772 et lieutenant le 1er janvier 1776. Il est nommé commandant d’escadron le 27 mars 1779, et il est fait chevalier de Saint-Louis le 29 juin 1781. 
Brigadier le 1er janvier 1784, il est promu maréchal de camp le 9 mars 1788, et aide major général des Gardes du corps la même année. Il est réformé le 12 septembre 1791.
Le 30 septembre 1806, il reprend du service en tant que général de brigade et il est nommé commandant d'armes de la place de Forchheim en Bavière. Le 28 août 1807, il est désigné commandant supérieur de Custrin, et il est admis à la retraite le 3 novembre suivant.
Le 19 mars 1808, il est rappelé à l’activité comme commandant de Pampelune, et le 28 mars 1809, il commande la Navarre. Il est élevé au grade d’officier de la Légion d’honneur le 19 décembre 1809. Il est commandeur de l’ordre de Saint-Lazare de Jérusalem
Il meurt le 17 décembre 1810 à Pampelune.

## Titres, décorations, honneurs
- Commandeur de l’ordre de Saint-Lazare de Jérusalem
- Chevalier de l’ordre de Saint-Louis le 29 juin 1781
- Officier de la Légion d’honneur le 19 décembre 1809